# 원태근
원태근(元泰根, 1882년 3월 4일 ~ 1950년 6월 25일)은 대한제국 독립운동가이다. 본관은 원주(原州), 호(號)는 안양(安陽·安養). 1920년대 국민정부 시대 중화민국 대륙 본토 장쑤 성 난징 지방과 쑤저우 지방 시절 중국어 가명(中國語 假名)은 진타이건(金泰根)·진타이유(金泰祐)이다.

## 주요 이력
경기도 시흥군 군자면에서 출생하였으며 지난날 한때 경기도 인천 제물포에서 잠시 유아기를 보낸 적이 있는 그는 그 후 경기도 시흥군 安養邑 安養里 642番地에서 성장하였다. 1990년 대한민국 건국훈장 애족장이 추서되었다.

## 생애
경기도 시흥(始興)에서 출생한 그는 지난날 한때 1899년 8월에서 1903년 5월까지 대한제국 관료 직책(경기도 광주군 군서기관)을 지냈으며 그 후 1905년 을사늑약 체제의 강제 체결 관련하여 격분한 그는 일제의 침략 원흉 이토 히로부미(伊藤博文)를 응징하여 대한제국인의 항일 의지를 대한제국 조선국 반도 만천하에 알릴 것을 계획하였다. 하여 기회를 기다리던 중 1905년 11월 22일 이토 히로부미와 하야시 곤스케(林 權助)가 경기도 수원(水原)에서 수렵을 한 뒤 경부선(京釜線) 철도 열차에 탑승 승차하여 1905년 11월 22일 오후 6시 13분경 안양(安陽 : 지금의 安養)역을 출발한지 아직 얼마 안된 때에 이토 히로부미를 목표로 투석하여 이토 히로부미의 왼쪽눈과 안면에 부상을 입혔다. 이 사건으로 인하여 일경에 피체된 그는 1905년 11월 하순 경성헌병사령부(京城憲兵司令部)에서 태형(笞刑) 100도 조치 선고를 받았다.
그 후 1919년 3·1 대한 독립 만세 운동 직후 중화민국 장쑤 성 상하이에 건너가 대한민국 임시정부 내무총장 예하 행정비서관 직책(1921년~1925년)을 거쳐 한국독립당 행정자치사무위원 직위(1925년~1932년)를 지낸 후 1932년 12월에 한국독립당 탈당하여 국민정부 시대 중화민국 대륙 본토를 배회하다가 1938년 조선국 고국 경성부에 귀국하였다.

## 만년
1945년 8월 15일 경기도 인천 제물포에서 조선 광복을 목도한 그는 1950년 6월 25일 한국 전쟁 첫날 경기도 김포 별저 근처에서 북조선 공산군에게 사살되었다.

## 사후
대한민국 정부에서는 선생의 공훈을 기리고자 1990년 3월 1일을 기하여 대한민국 건국훈장 애족장을 추서하였다.

## 같이 보기
- 안중근